# Советская республика

Серп и молот, фигурирующие на государственных флагах, как правило, Советских Социалистических Республик

Сове́тская респу́блика — особая разновидность республиканской формы правления, основу которой составляют особые представительные органы — Советы. Советская власть по ленинизму — правление трудящихся масс, необходимое для построения социализма.
Формально советская республика характеризуется следующими признаками:
- с 1905 по 1936 годы Советы формировались через трудовые коллективы (фабрик и заводов, с 1917 года также рот и кораблей), а не по территориальному принципу (как в парламент);
- единая система органов государственной власти в лице советов, действующих на непрофессиональной основе: Советы рабочих депутатов, Советы солдатских депутатов, Советы крестьянских депутатов, Советы матросских депутатов, Советы батрацких депутатов, Советы депутатов трудящихся, Советы народных депутатов;
- отсутствие отличий между государственными органами и органами местного самоуправления (отсутствие самого понятия «местное самоуправление»);
- не признаётся принцип разделения властей: советы осуществляют как представительную (законодательную), так и исполнительную власть (непосредственно или через свои исполнительно-распорядительные органы);
- чаще всего отсутствуют единоличный глава государства и органы конституционного надзора;
- депутаты советов формально ответственны перед своими избирателями, связаны их наказами и могут быть отозваны.

Республика такого рода впервые возникла в России в 1917 году и затем была создана ещё в ряде социалистических государств. В результате падения социалистических режимов в конце XX века наблюдался отказ от советской формы правления в пользу иных форм республиканской власти.

## Характеристика
Советская республика характеризуется полновластием Советов — представительных органов государственной власти.
Советская республика обладает общепринятыми демократическими институтами:
- избирательная система
- права и свободы и другие

Единственную систему органов государственной власти составляют особые представительные органы — Советы разных уровней, объединённые иерархией и соподчинённостью. По основному Закону Советам принадлежит вся полнота власти, они представляют политическую основу советского государства, все иные органы подотчётны и подконтрольны Советам.
Советская республика строится по принципу демократического централизма, отрицая принцип разделения властей. Свою деятельность Советы проводят на сессиях, а в промежутках между ними постоянно-действующими органами являются президиумы и исполнительные комитеты (исполкомы), в зависимости от уровня Советов. Депутаты, если они не входят в руководство исполнительного комитета или президиума, не освобождаются от гражданской работы.
Для данного типа правления основополагающими являются следующие черты:
- Принцип разделения властей не признаётся, так как руководствующая в обществе марксистско-ленинская теория отвергала этот принцип, как игнорирующий классовую природу государства[2];
- Действует принцип демократического централизма[3];
- Функции парламента выполняют или сами Советы, или их палаты;
- Функции главы государства выполняют коллегиальные органы — Президиумы Советов (в Союзе ССР — всесоюзного и республиканского уровней);
- Действует императивный депутатский мандат — депутаты подотчётны населению и могут быть им отозваны в случае неоправдания доверия;
- Нет различия между государственными органами и органами местного самоуправления (в теории и государственной практике советской республики само понятие «местное самоуправление» не употребляется);
- Функции главы правительства выполняют коллегиальные органы — бюро или Президиумы Советов Народных Комиссаров, либо Советов Министров;
- Функции главы законодательной власти выполняют коллегиальные спикеры — президиумы Советов или Съезды Советов;
- В Советы избираются и беспартийные, иногда их было больше, чем партийных[4].

## Виды советских республик
Советские республики можно подразделить на 3 группы:
1. Советские республики, в которых высший орган власти — Съезд Советов. В промежутках, между съездами действуют Центральный исполнительный комитет (по сути — Верховный Совет) и Совет народных комиссаров, который формируется ЦИКом. Депутаты Центрального исполнительного комитета избираются из числа делегатов Съезда Советов. Народные комиссары назначаются из числа депутатов ЦИКа. Таким образом, система Советов формировалась путём многостепенных выборов. Примеры таких республик: СССР (до 1936 года), БНСР, Литбел, Республика Исколата (Советская Латвия)[5] и т. д. Участвовать в выборах в таких республиках мог только трудовой народ. Советы состояли из беспартийного народа и большевиков.
2. Советские республики, в которых высший орган власти — Верховный Совет. Он и Советы всех уровней избираются напрямую народом (всем народом, так как к 1936 году социализм считался построенным и «вредных» элементов уже не было). Совет Народных Комиссаров/Совет Министров формируется Верховным Советом. Народные комиссары/министры назначаются из числа депутатов Верховного Совета. Примеры таких советских республик: СССР (1936—1989) и Тувинская Народная Республика.
3. Советские республики, в которых единственным высшим органом власти являлись Советы. Главой государства является его председатель (или председатель его президиума), а правительством — исполнительный комитет. Такое устройство обусловлено малым территориальным размером. Примеры таких советских республик: Республика Найссаара, Тарнобжегская республика, Лабинская республика, Советский Лимерик и т. д.

## Критика реализации советской республики в Союзе ССР
Избирательное законодательство СССР предполагало состязательный характер выборов в Советы: ограничения числа выдвигаемых кандидатов в одном округе не существовало, был определён порядок проведения перебаллотировки двух кандидатов, набравших наибольшее, но не абсолютное большинство голосов, для участия в повторном голосовании. Однако до 1989 года выборы были, как правило, безальтернативными. По некоторым выводам, Советы не обладали реальной властью и что монополия на власть в стране фактически принадлежала номенклатуре. Вместе с тем, в условиях однопартийной системы в СССР, избираться в Советы имели право ВЛКСМ, профсоюзы, а также любые общественные организации. А до середины 1918 года (вплоть до Мятежа Левых эсеров) существовала многопартийная система.
Существовала также тенденция увеличения числа беспартийных депутатов. Так например на I Съезде Советов СССР беспартийных было всего 5,7 %, а уже на III Съезде Советов СССР беспартийных было 20,4 %; в Верховном Совете СССР I созыва беспартийных было меньше 1/5, а в Верховном Совете СССР VIII созыва — уже 54 % беспартийных.

## Национальные наименования Советов
В некоторых советских республиках Советы и Съезды Советов имели свои национальные названия:
- В Тувинской НР местные Советы назывались Хуралами, Съезды Советов — Великим Хуралом, а ЦИК — Малым Хуралом
- В Бухарской НСР Съезды Советов именовался Курултаями Советов
- В УССР Советы всех уровней назывались Радами (на русский переводились как Советы)
- В некоторых славянских странах Советы именовались Вече.

## Республики, официально являвшиеся советскими
- Союз Советских Социалистических Республик (1922—1991);
- Социалистическая Советская Республика Абхазия (31 марта — 16 декабря 1921, далее — в составе ГССР);
- Азербайджанская Советская Социалистическая Республика (1920—1922, далее — в составе ЗСФСР до 1936 и затем отдельно в составе СССР);
- Советская республика матросов и строителей (декабрь 1917- февраль 1918);
- Армянская Советская Социалистическая Республика (1920—1922, далее — в составе ЗСФСР до 1936 и затем отдельно в составе СССР);
- Баварская Советская Республика (6 апреля — 3 мая 1919);
- Республика Банат (1 — 15 ноября 1918);
- Брейтовская Советская Волостная Республика (осень 1917 — лето 1918);
- Сербско-Венгерская Республика Баранья-Байя (14 — 29 августа 1921);
- Социалистическая Советская Республика Белоруссия (1 января — 27 февраля 1919г, далее — в составе ЛБССР);
- Амурская трудовая социалистическая республика (10 апреля — 18 сентября 1918);
- Башкирская Советская Республика (23 марта 1919 — 14 июня 1922), далее — автономная Башкирская ССР[11].;
- Белорусская Советская Социалистическая Республика (1919—1922, далее — в составе СССР);
- Бессарабская Советская Социалистическая Республика (11 мая — сентябрь 1919)
- Бременская Советская Республика (10 января — 4 февраля 1919);
- Бухарская Народная Советская Республика, затем Бухарская Социалистическая Советская Республика (1920—1924), далее — размежёвана;
- Венгерская Советская Республика (21 марта — конец августа 1919);
- Галицийская Социалистическая Советская Республика (15 июля — 23 сентября 1920);
- Дальневосточная Республика (1920—1922, далее — в составе РСФСР, размежёвано);
- Донецко-Криворожская Советская Республика (12 февраля — май 1918 — в составе РСФСР, далее — в составе УСР);
- Донская Советская Республика (23 марта по 4 мая 1918)
- Федеративный Союз Социалистических Советских Республик Закавказья (12 марта — 13 декабря 1922, далее — реорганизован в ЗСФСР);
- Закавказская Социалистическая Федеративная Советская Республика (13 — 30 декабря 1922, далее — в составе СССР);
- Республика Исколата (1918—1919);
- Казахская Советская Социалистическая Республика (1936−1991, до 1936 в составе РСФСР);
- Калужская Советская Республика (февраль — июль 1918);
- Карельская трудовая коммуна (8 июня 1920 — 25 июля 1923), далее — автономная Карельская ССР;
- Карело-Финская Советская Социалистическая Республика (31 марта 1940 — 16 июля 1956, далее — в составе РСФСР);
- Киргизская Советская Социалистическая Республика (1936−1991, до 1936 в составе РСФСР);
- Китайская Советская Республика (1931—1934);
- Крымская Советская Социалистическая Республика (28 апреля — 26 июня 1919)
- Кубанская Советская Республика (13 апреля — 30 мая 1918, далее — в составе КЧСР)
- Кубано-Черноморская Советская Республика (30 мая — 6 июля 1918, далее — в составе СКСР)
- Лабинская республика (2 марта — 8 апреля 1921);
- Социалистическая Советская Республика Латвия (1918—1920);
- Латвийская Советская Социалистическая Республика (21 июля — 5 августа 1940, далее — в составе СССР);
- Советский Лимерик (15 — 27 апреля 1919);
- Литовская Советская Республика (1918—1919, далее — в составе ЛБССР);
- Литовская Советская Социалистическая Республика (21 июля — 3 августа 1940, далее — в составе СССР);
- Литовско-Белорусская Советская Социалистическая Республика (27 февраля — 8 августа 1919);
- Молдавская Советская Социалистическая Республика (1940−1991, до 1936 в составе УССР);
- Муганская Советская Республика (15 мая — 23 июля 1919);
- Республика Найссаара (Советская республика матросов и строителей) (1917—1918);
- Нахичеванская Советская Республика (июль 1920 — февраль 1923)
- Одесская Советская Республика (31 января — 13 марта 1918 — в составе РСФСР, далее — в составе УСР);
- Персидская Советская Социалистическая Республика (Гилянская Советская Республика) (1920—1921);
- Польская Советская Республика (30 июля — 20 августа 1920);
- Российская Советская Республика (7 ноября 1917 — 18 июля 1918);
- Российская Социалистическая Федеративная Советская Республика (1918—1922, далее — в составе СССР);
- Рудобельская партизанская республика (февраль 1918 — июль 1920);
- Северо-Кавказская Советская Республика (7 июля — декабрь 1918, далее — в составе РСФСР)
- Словацкая Советская Республика (16 июня — 6 июля 1919);
- Ставропольская Советская Республика (1 января — 7 июля 1918, далее — в составе СКСР)
- Советская Социалистическая Республика Тавриды (19 марта — 30 апреля 1918)
- Социалистическая Советская Республика Грузия (1921—1922, далее — в составе ЗСФСР до 1936 и затем отдельная);
- Таджикская Советская Социалистическая Республика (1929—1991, до 1924 в составе РСФСР, в 1924—29 в составе УзССР)
- Тарнобжегская республика (1918—1919);
- Терская Советская Республика (17 марта 1918 — февраль 1919, далее — в составе СКСР)
- Тувинская Народная Республика (1921 − 1944, далее — как Тувинская АО в составе РСФСР);
- Туркестанская Советская Федеративная Республика, Туркестанская Советская Республика (1918—1920), далее Туркестанская Социалистическая Советская Республика, Туркестанская Автономная Социалистическая Советская Республика в составе РСФСР (1920—1924)
- Туркменская Советская Социалистическая Республика (1924−1991, до 1924 в составе РСФСР);
- Узбекская Советская Социалистическая Республика (1924—1991, до 1924 в составе РСФСР);
- Украинская Народная Республика Советов (25 декабря 1917 — 19 марта 1918, далее — в составе УСР);
- Украинская Советская Республика (17 марта — конец апреля 1918 — в составе РСФСР, далее — УССР);
- Украинская Советская Социалистическая Республика (1919—1922, далее — в составе СССР);
- Финляндская Социалистическая Рабочая Республика (18 января — апрель 1918);
- Финляндская Демократическая Республика (1939—1940);
- Хорезмская Народная Советская Республика, затем Хорезмская Социалистическая Советская Республика (1920—1924), далее — размежёвана;
- Черноморская Советская Республика (март—май 1918, далее — в составе КЧСР)
- Социалистическая Республика Чили (в 1932, в некоторых городах);
- Эльзасская Советская Республика (10 — 22 ноября 1918);
- Эстляндская Трудовая Коммуна (1918—1919);
- Эстонская Советская Социалистическая Республика (21 июня — 6 августа 1940, далее — в составе СССР)

## Близкие системы
- Народный консультативный конгресс (Индонезия)
- Совет народных представителей (Индонезия)